# الحيمر (سيدي عيسى الركراكي)
الحيمر هي إحدى مشيخات المملكة المغربية، تتبع جغرافيا لإقليم الصويرة وإداريًا لسيدي عيسى الركراكي. يقدر عدد سكانها بـ 1335 نسمة حسب الإحصاء الرسمي للسكان والسكنى لسنة 2004.